# Maria Nordström
Maria Nordström est une fondeuse suédoise, née le 10 mai 1991.

## Biographie
Elle est sélectionnée en Coupe du monde pour la première fois en février 2015 à Östersund, où elle marque un point avec une 30e place. Lors de la saison 2016-2017, elle participe au Tour de ski, qu'elle termine 27e. Plus tard cet hiver, elle obtient ses meilleurs résultats internationaux à Pyeongchang où elle est septième du sprint, cinquième du skiathlon et remporte le sprint par équipes avec Elin Mohlin.

## Palmarès

### Coupe du monde
Son meilleur classement général est une 41e place en 2017.
Elle détient un podium dont une victoire en sprint par équipes.

### Championnats du monde junior
Elle est médaillée de bronze en relais aux Championnats du monde junior 2010.